# Usmerjevalnik
Usmerjevalnik (angleški naziv router) je naprava, ki povezuje dve ali več različnih omrežij. Njegove funkcije so omejevanje prometa, prenašanje prometa na manjša omrežja in izbira najustreznejše poti za potovanje podatkovnih paketov do njihovega cilja. S tem zmanjšujejo promet v omrežju. 
Usmerjevalniki operirajo z mrežnimi naslovi, ki so definirani na 3. sloju referenčnega modela OSI in zato pravimo, da je usmerjevalnik naprava, ki deluje na 3. (mrežnem) sloju modela. 